# Paul Pena
Paul Pena (26. januar 1950 – 1. oktober 2005) var en amerikansk sanger, sangskriver og guitarist af Kap Verdiansk afstamning.
Musikken i den første del af hans karriere berørte Delta blues, jazz, Morna, flamenco, Folk music og rock and roll. Pena er nok bedst kendt for at have skrevet sangen "Jet Airliner," et større hit for Steve Miller Band i 1977 og for sin medvirken i dokumentarfilmen Genghis Blues fra 1999, hvor han demonstrerede sine evner i tuvansk strubesang.